# Celebracions jueves
Les celebracions jueves són els dies que els jueus consideren sagrats o commemoracions seculars d'esdeveniments importants de llur història. Segons el tipus de celebració, s'anomenen chag (festival), moed (celebració), yom tov (bon dia), o taanit (dejuni).

## Origen de les festivitats
Totes les celebracions jueves tenen lloc segons el calendari hebreu. Així, totes les festes comencen amb la posta de sol del dia (gregorià) anterior; això ha passat de vegades al cristianisme, com per exemple la celebració del Nadal, que comença el 24 de desembre al vespre. D'altra banda, com que tots dos calendaris no coincideixen, aquestes festivitats tenen lloc cada any en un dia diferent.
Les festivitats jueves més importants s'enumeren a la Torà, en concret al Levític i al Deuteronomi. D'altres festes van ser establertes per rabins de finals del període antic de la història jueva. Les celebracions més modernes observades internacionalment pels jueus han estat establertes per l'estat d'Israel després de la fundació el 1948, tot i que algunes, com el dejú del 10 de tevet, ja es feien des de segles abans.
També hi ha festivitats associades al misticisme jueu. La més coneguda és Tu bi-Xevat, l'Any Nou dels Arbres, que es remunta a l'època prehistòrica i prejueva de la màgia dels arbres i el calendari arbori, i podria ser, de fet, la festa més antiga dels jueus. A més, el fet que se celebri amb la lluna plena en lloc de la lluna nova indica que és una de les tres celebracions més antigues, juntament amb Sukkot i Péssah.

## Dies tradicionals

### Bar Mitsvà
Bar mitsvà: Quan un nen jueu arriba a l'edat de la maduresa (13 pels nens), es torna responsable de si mateix sota la llei jueva. En aquest punt, el nen es converteix en un Bar Mitsvà, (בר מצווה, "fill del manament"). La forma plural és Bnei Mitsvà, בני מצווה.

### Bat Mitsvà
Bat mitsvà: Quan un nena jueva arriba a l'edat de la maduresa (12 anys per les nenes), es torna responsable de si mateixa sota la llei jueva. En aquest punt, la nena es converteix en una Bat Mitsvà (בת מצווה, "filla del manament"). La forma plural és Bnot mitsvà, בנות מצווה.

### Benei mitsvà
En el judaisme, els Benei mitsvà (els fills del manament), són els infants que han assolit la maduresa personal, i que poden parlar davant de la seva congregació. Bar mitsvà els nois, (en hebreu: בר מצווה) "fill dels manaments" (les mitsvot), o Bat mitsvà les noies, (en hebreu: בת מצווה) "filla dels manaments" (les mitsvot), l'edat del ritual s'ha fixat en 12 anys per a les noies, i en 13 anys per als nois. A partir d'aquest moment, els joves passen a ser considerats responsables dels seus actes, segons la llei jueva, (la halacà).

### Birkat cohanim
La Benedicció sacerdotal, (en hebreu: ברכת כהנים) (transliterat: birkat cohanim), és recitada pels cohanim a l'esplanada del Kotel, el Mur de les Lamentacions, en presència d'un públic nombrós dos cops a l'any.

### Boda jueva
Boda jueva: El judaisme considera el matrimoni com a sant, com la santificació de la vida, el matrimoni és vist com una unió entre dues persones i el compliment dels manaments de Adonai. Es duu a terme segons les normes establertes per la Torà, el Talmud i l'Halacà.

### Brit Milà
Brit Milà (en hebreu: בְּרִית מִילָה) (en les comunitats asquenazites s'anomena Bris), és la circumcisió ritual que es realitza al voltant del penis del nen jueu, en el vuitè dia de vida del nadó, com a símbol del pacte (Brit) entre Elohim i Abraham. Avui en dia, el Brit Milà és realitzat per un mohel, un circuncidador ritual especialitzat. El mohel recita una benedicció i practica la circumcisió al nadó, i és anunciat el nom de l'infant. El Bris és un esdeveniment festiu, tots els convidats fan un àpat plegats.

### Hanukkà
Hanukkà o "Festival dels Llums" té els orígens als llibres Primer i Segon de Macabeus, que no formen part de la Tanakh, sinó dels llibres deuterocanònics. El miracle de les reserves d'oli per a un dia que en van durar vuit es descrigué per primer cop al Talmud. La Hanukkà marca la derrota de les tropes selèucides que havien provat d'impedir als jueus de practicar el judaisme.
Judes Macabeu i els seus germans destruïren les forces dels selèucides i van rededicar el Temple de Jerusalem. El ritual del festival marca l'encesa d'una espelma cada dia dels vuit dies de Hanukkà mitjançant una espelma extra i especial anomenada xamaix.

### Hanukkiyà
Hanukkiyyà (חַנֻכִּיָּה en hebreu, pl. hanukkiyyot) és un canelobre de nou braços que s'encén durant els vuit dies de la festa jueva de Hanukkà, consta de vuit braços normals i un d'especial anomenat xamaix. El nom hanukkiyyà ve de finals del segle xix de la muller d'Eliezer Ben Yehuda, una de les persones que va treballar per ressuscitar la llengua hebrea. La hanukkiyyà celebra la rededicació del Temple, després de l'èxit de la revolta jueva macabea contra la monarquia Selèucida. Segons el Talmud, els jueus només van trobar prou oli d'oliva ritualment pur com per encendre la hanukkiyyà durant un dia, però el subministrament va durar miraculosament vuit dies. Per celebrar aquest miracle, la hanukkiyyà consta de vuit braços i vuit espelmes o llums d'oli i cap d'elles és més alta que l'altra, exceptuant l'espelma auxiliar o xamaix, que protegeix el canelobre d'ús secular i que també s'utilitza per encendre les altres espelmes. Cada nit durant la commemoració del miracle s'encén una espelma més; la primera nit, una, la segona nit, dues i així successivament fins que a la vuitena nit de la Hanukkà les vuit espelmes i el xamaix estan encesos.

### Havdala
Havdala (en hebreu: הַבְדָּלָה, 'separació') és la cerimònia religiosa jueva que marca la fi simbòlica del Sàbat i anuncia l'arribada d'una nova setmana. En el judaisme, el Sàbat acaba (i la nova setmana comença) al vespre de dissabte. L'Havdala pot ser recitada quan tres estels són visibles en el cel nocturn.

### Hoixanà Rabbà
Hoixanà Rabbà és el darrer dia de la festivitat jueva de Sukkot. Segons la tradició jueva, els àngels lliuren a Déu el judici segellat en el dia de Yom Kipur per a la seva execució el dia de Hoixanà Rabbà. És per això que la nit anterior a aquest dia s'acostuma a romandre despert, i recitar una selecció de capítols de la Bíblia, el Talmud i el Zohar. D'aquesta manera, si Déu veu que el sentenciat es dedica a l'estudi i la pregària, tindrà pietat d'ell.

### Jalakà
Jalakà (hebreu: חאלאקה, jalakà; Jiddisch: אפשערן, Upsherin) és una cerimònia d'origen cabalístic que consisteix a tallar els cabells d'un nen jueu per primera vegada als 3 anys. El tercer aniversari, és una etapa important en la vida d'un nen jueu, ja que aleshores pot començar a aprendre la Torà, i a portar la quipà i les tsitsit.

### Kaddish
→ Llegiu l'article principal sobre Dol en el judaisme.
Kaddish: (en hebreu קדיש) és el nom donat a la pregària especial recitada en les oracions i els enterraments en memòria d'un ésser estimat mort, on es posa l'accent en la glorificació i la santificació del nom de Déu. En general es fa pels fills o els parents propers de la persona morta.

### Kapparot
El kapparot (hebreu כפרות) és una pràctica ritual practicada per alguns jueus la vigília del Yom Kippur. Consisteix a fer voltar un pollastre, o un grapat de monedes, tres vegades al voltant del cap de l'oficiant, simbòlicament transferint els pecats propis al pollastre, o a les monedes. El pollastre és tot seguit sacrificat i és donat als pobres com a almoina, per a ser consumit durant el darrer àpat abans de començar el dejuni. Si es practica amb un pollastre viu, els homes han de fer servir un gall, i les dones una gallina.
Aquesta pràctica ha rebut manifestacions en contra per part de les associacions de defensa dels drets dels animals als Estats Units i a Israel.

### Kiduix Levanà
El Kiduix Levanà (en hebreu: קידוש לבנה), (en català: "Santificació de la Lluna"), és un ritual jueu, realitzat de nit, a l'exterior, en el qual són recitades una sèrie d'oracions, per beneir i santificar la Lluna.

### Mimuna
Mimuna (en hebreu: מימונה) (en àrab: ميمونة) és una festa jueva d'origen marroquí que comença la nit de l'últim dia de Pessa'h. La Mimuna marca la fí de la prohibició de menjar hamets, com el pa o altres productes fermentats, prohibits durant la setmana de Pessa'h. Durant la Mimuna el costum és menjar dolços i pastes, i festejar fins a la matinada, anant de casa en casa visitant a la família i als amics. A Israel la Mimuna s'ha popularitzat, no només entre els jueus marroquins, sinó també entre els jueus mizrahim.

### Lag ba-Ómer
Lag ba-Ómer (hebreu: לג בעומר tretzè dia del compte de l'Ómer, és el nom donat al dia 18 del mes d'Iar. D'acord amb la tradició jueva, en aquesta data es commemora l'aniversari de la mort del Rabí Ximon bar Yohaï.

### Ómer
Ómer (hebreu: עֹֽמֶר) és una unitat de mesura antiga usada en l'època del Temple de Jerusalem, s'utilitza a la Bíblia com antiga unitat de volum del grà i productes secs. Correspondria a uns 3,6 litres. La paraula Ómer també s'ha d'entendre de vegades com a garba o gavella. En el judaisme, un ómer d'ordi era una ofrena tradicional el segon dia de Péssah, durant el període de sacrifici al temple. El càlcul de l'ómer (en hebreu: ספירת העומר, Sefirat ha-Ómer, és un manament religiós de la tradició jueva que correspon a comptar 49 dies (7 setmanes) a partir del dia en què s'ofereix una ofrena d'un ómer d'ordi al Temple de Jerusalem (el segon dia de la festa de la Pasqua jueva) fins un dia abans de l'ofrena de blat de Xavuot.

### Pessa'h
Pessa'h és una festivitat que recorda l'alliberament dels israelites de l'esclavatge en l'antic Egipte. El primer sopar (o séder de Pessa'h) té lloc a l'inici del dia 15 del mes de Nissan i el segon sopar amb l'inici del 16 de Nissan. Durant aquesta nit els jueus comencen a comptar els 49 dies de l'Ómer, és a dir, fan un compte enrere des del dia que van partir d'Egipte fins al dia que van arribar al Mont Sinaí. Durant aquesta festivitat és prohibit menjar aliments derivats de 5 cereals (blat, ordi, sègol, civada, i espelta) i productes fermentats, anomenats en hebreu, hamets. Durant la festivitat del Pessa'h es menja la matsà, que és un tipus de pa sense llevat.

### Pessa'h Sheni
Pessa'h Sheni (en hebreu: פסח שני) (en català: Segona Pasqua), és una celebració menor jueva que se celebra el 14 de Iar en el calendari hebreu.

### Pidion haben
Pidion haben, (en hebreu פדיון הבן), o rescat del primogènit, és un ritual del judaisme en el qual l'infant primogènit és rescatat de les seves obligacions sacerdotals per un sacerdot de la Tribu de Leví, anomenat Cohen.

### Purim
Purim commemora els esdeveniments que van tenir lloc al llibre d'Ester. Se celebra el 14 d'adar; al vespre es fa el dejuni d'Ester i després es procedeix a la lectura i la representació de la història d'Ester, fent crits menyspreadors cada cop que apareix el nom d'Haman. Un altre costum de Purim és anar disfressats i lliurar petits paquets amb menjar i beguda als més pobres i necessitats. A l'Israel actual se solen organitzar desfilades als carrers majors dels pobles.

### Roix ha-Xanà
Roix ha-Xanà és la festivitat d'any nou i té lloc l'1 de tixrí. Té l'origen en la Mixnà, i segons la tradició és el dia que la creació del món fou completada. La diada se celebra bufant el xofar, un corn de banya de moltó. També es duu a terme el tashlich, que consisteix a llençar pedres o pans a l'aigua per netejar simbòlicament els pecats. Té una durada de dos dies.

### Roix Hodeix
Roix Hodeix és una de les festivitats jueves, i se celebra amb una oració de lloança a les sinagogues. Quan la Lluna Nova cau en Sàbat o l'endemà, se sol llegir una oració especial. També s'acostuma a fer servir roba nova en el dia de Roix Hodeix. És el primer dia de cada mes en el calendari hebreu.

### Sàbat
Sàbat (en hebreu: שַׁבָּת, xabat o xabbat) és el setè i últim dia de la setmana jueva en què els jueus practiquen el descans segons les lleis de Moisès. És la celebració més important del calendari jueu.

### Séder de Pessa'h
El Séder de Pessa'h (en hebreu: סֵדֶר) (en jiddisch: סדר) és una celebració jueva que marca el començament de la festivitat jueva de Pessa'h. Es porta a terme a tot el món en la nit del dia 15 de Nissan en el calendari hebreu (que cau a finals de març o en l'abril del calendari gregorià). El Pessa'h dura 7 dies a Israel i 8 dies en la diàspora jueva (pels partidaris del judaisme reformat, la duració del Pessa'h és d'una setmana, independentment de la seva ubicació). El séder és un ritual realitzat per una comunitat o per diverses generacions d'una família, la festivitat consisteix en el relat de la història de l'alliberament dels israelites de l'esclavatge en l'antic Egipte. Aquesta història està en el Llibre de l'Èxode (Shemot) en la Bíblia Hebrea.

### Selihot
Selihot (en hebreu - סליחות, "perdons"), són en un sentit ampli, els oficis de pregària i les peces litúrgiques que imploren la clemència divina per les faltes comeses pels infants d'Israel. La lectura de les Selihot és associada als dies formidables, què les congregacions asquenazites l'inicien poc abans dels deu dies de penitència, tanmateix les comunitats orientals i nombroses comunitats sefardites ho fan després de 40 dies, a partir del mes d'Elul però les reciten igualment durant alguns dejunis.

### Sigd
Sigd és una festivitat de la comunitat Beta Israel, els jueus d'Etiòpia, i commemora l'entrega de la Torà al profeta Moisès al Mont Sinaí. Se celebra el dia 29 del mes de Heixvan, 50 dies, (7 setmanes) després del dia de Yom Kippur, i és reconeguda per l'Estat d'Israel.

### Simhat bat
Simhat bat: Zeved Habat (hebreu: זבד הבת), Simhat Bat (hebreu: שמחת בת), és una cerimònia en la qual la nena jueva rep el seu nom.

### Simhat Torà
Simhat Torà o "Festa de la Torà" se celebra el 23 de tixrí, l'endemà de Xeminí Atséret (novè dia de Sukkot) a la diàspora, mentre que a Israel se celebra el mateix dia que Xeminí Atséret, és a dir el vuitè dia de Sukkot. Es llegeix la darrera part de la Torà, completant el cicle anual, i el primer capítol del Gènesi. La diada és especialment festiva i tots els participants, joves i vells, hi prenen part activament.

### Siyum HaShas
Siyum HaShas (en hebreu: סיום הש"ס) (en català: "El compliment dels sis ordres del Talmud]) és la celebració de la finalització del programa Daf Yomi (una pàgina diària del Talmud babilònic), és un cicle d'aprenentatge de la Torà oral i els seus comentaris, que dura set anys i mig, en el qual cadascuna de les 2.711 pàgines del Talmud de Babilònia són estudiades en ordre.

### Sukkot
Sukkot o "Festa dels Tabernacles", és un dels tres festivals de pelegrinatge mencionats a la Bíblia. Els jueus han de passar la festivitat en un tabernacle, construït amb normes específiques, i acostumen a menjar-hi, tot i que alguns fins i tot també hi dormen. Té lloc el 15 de tixrí.
El setè dia de la festa de Sukkot és conegut com a Hoxanà Rabà, que significa la Gran Súplica. Aquest dia està marcat per a un servei addicional a on els fidels donen set voltes mentre sostenen branques de les Quatre espècies, recitant el Salm 118:25, amb oracions addicionals. A més, un conjunt de cinc branques de salze són colpejades a terra.

### Taixlikh
El Taixlikh (en hebreu תשליך) se celebra durant la tarda del primer dia del Roix ha-Xanà, l'any nou del calendari hebreu. Durant el tashlich es llencen a l'aigua simbòlicament els pecats. Quan el primer dia de Roix Ha-Xanà cau en Sàbat, aleshores el tashlich es fa el segon dia de Roix Ha-Xanà.

### Tu be-Av
Tu be-Av (hebreu: טו באב, el dia quinze del mes d'Av) és una festivitat jueva, es considera la festa de l'amor (en hebreu: חג אהבה, Hag Ahavà), és un bon dia per celebrar casaments, noces, compromisos, i per demanar matrimoni, és el dia dels enamorats a l'Estat d'Israel, de manera molt semblant al Dia de Sant Valentí en altres països.

### Tu bi-Xevat
Tu bi-Xevat és la festa de l'any nou dels arbres. Té lloc el 15 de xevat i va ser establert per la Mixnà com el dia per a portar el delme en espècies (especialment fruita) al Temple. Encara se celebra actualment a Israel.

### Xavuot
Xavuot o "Pentecosta jueva", la festa de les setmanes, és un dels tres festivals de pelegrinatge prescrits per la Torà. Xavuot marca la fi del compte de l'Ómer, el període entre la Pasqua i la Pentecosta, i té lloc els dies 6 i 7 de sivan. Segons la tradició rabínica, aquest dia els israelites van rebre els Deu Manaments de Déu. Durant la festivitat, es llegeixen a la sinagoga el passatge de la Torà que conté els Deu Manaments i el llibre de Rut. Tradicionalment, es mengen aliments làctics.

### Xeminí Atseret
Xeminí Atseret (hebreu: שמיני עצרת) se celebra el 20è dia del mes hebreu de Tixrí. Aquest dia oficialment acaba la festa de Sukkot. Però tot seguit comença la festa de Simhat Torà. Sovint es refereixen a aquesta festa equivocadament com el vuitè dia de la Festa de Sukkot. Actualment, aquesta festa se celebra a la Diàspora durant dos dies, el segon dia, que és referit per separat, com a Simjat Torà.
A la Terra Santa d'Israel aquest dia es combina amb Simjat Torà i se celebra en acabar la lectura de la Torà i també el començament de la lectura de la Torà. Cap tipus de tasca és permès de fer durant aquest dia, jà que és considerat com un dia festiu.

## Dies de dejuni

### Aseret Yemei Teixuvà
Aseret Yemei Teixuvà, (en hebreu עשרת ימי תשובה): Entre el Roix ha-Xanà i el Yom Kippur, hi ha un període de deu dies de penediment. En aquestes dates és altament recomanable practicar la Teixuvà, reflexionar sobre un mateix i els actes propis, i penedir-se dels pecats comesos. El penediment es pot exterioritzar amb pregàries matinals, que prenen un aire de penediment apropiat per a l'ocasió, amb un dejuni o amb autoreflexió.

### El 10 de Tevet
El 10 de Tevet, és un dia de dejuni, observat des de la sortida del sòl fins al vespre, és anomenat a la Bíblia el dejuni del desè mes (Zacarias 08:19), commemora l'inici del setge babilònic a Jerusalem, el dia 10 del mes de Tevet de l'any 588 AC.

### El 17 de Tammuz
El Dejuni del 17 de Tammuz serveix per recordar la caiguda de les muralles de Jerusalem davant dels enemics (babilònis i romans), i les calamitats patides pel poble.

### Els Nou Dies
Els Nou Dies, (del dia 1 d'Av fins al 9 d'Av), serveixen per preparar Tixà be-Av, i recorden la destrucció romana i babilònica del Temple de Jerusalem. En aquest període, hom no es casa, no beu vi, ni es talla els cabells.

### Dejuni de Guedalià
El Dejuni de Guedalià (en hebreu צום גדליה: Tsom Guedalià), se celebra el tercer dia del mes de Tixrí, després de la festa de Roix ha-Xanà. És anomenat a la Bíblia el dejuni del setè mes. Va ser instituït al retorn de l'exili de Babilònia, al segle cinquè abans de Crist, per commemorar l'assassinat del governador de Judea, Guedalià fill d'Ahicam.

### Les Tres Setmanes
Les Tres Setmanes, (del 17 de Tammuz a l'1 d'Av), serveixen per recordar la destrucció romana i babilònica del Temple de Jerusalem.

### Taanit Bekhorot
Taanit bekhorot (hebreu: תענית בכורות), cau generalment en el catorzè dia de nissan del calendari hebreu. Abstenció de la ingesta d'aliments a què estan obligats els primogènits, la vigília de Péssah, rememorant l'última de les deu plagues. Poden obviar la norma en participar en una seüdat mitsvà, festa que es realitza quan es finalitza l'estudi d'un llibre del Talmud. El dejuni dels primogènits, és un dejuni que els homes jueus majors de tretze anys realitzen durant tot el període diürn de la vigília de la festivitat jueva de Péssah en senyal de gratitud. Segons explica la Santa Bíblia, יהוה va castigar els primogènits egipcis per la negativa del Faraó de deixar sortir el poble jueu d'Egipte, passant per alt els primogènits jueus.

### Taanit Ester
Taanit Ester (en hebreu: תענית אסתר) és un dia de dejuni menor jueu que va des de l'alba fins al vespre, i se celebra el dia 13 del mes d'adar, un dia abans de la festa de Purim, commemorant el dejuni de tres dies observat pel poble jueu. Quan el Dejuni d'Ester cau en Sàbat, llavors es commemora el dijous anterior. Aquest dejuni ha estat acceptat per tots els jueus del món, de la manera com està escrit en el Llibre d'Ester:
"Ordenant que se celebrés la festa de Purim en la data assenyalada, tal com ho havien ordenat Mardoqueu i la reina Ester per a ells i els seus descendents. Al mateix temps es van afegir certes regles referents a dejunis i lamentacions. (Ester, 9:31)"

### Tixà be-Av
Tixà be-Av, el 9 d'av, és un dia de dejuni que commemora dos dels dies més tristos de la història jueva:Les dues destruccions del Temple de Jerusalem, els anys 587 abans de Crist i 70 després de Crist. Les expulsions dels jueus d'Anglaterra (1290) i d'Espanya (1492). La Primera Guerra Mundial, la Segona Guerra Mundial, i l'Holocaust.

### Yom Kippur
El Yom Kippur és considerat pels jueus la festivitat més sagrada i solemne de l'any. El tema central és l'expiació i la reconciliació, i és prohibit menjar, beure, banyar-se. La vigília és tradicional fer servir el Micvé. El dejuni comença amb la posta de sol i té lloc el 10 de tixrí. Es canta la pregària del Kol Nidré (en arameu, "tots els vots"), que és una anul·lació dels vots religiosos fets amb Déu. La celebració acaba tornant a bufar el corn xofar. Contràriament a la creença popular, el Yom Kippur no és una diada trista. Els jueus sefardites l'anomenen "dejuni blanc".

## Dies Conmemoratius a Israel

### Adloyadà
Adloyadà: És la desfilada anual de Purim, i té lloc a la ciutat de Holon, a l'Estat d'Israel.

### Dia de l'Aliyyà
El Dia de l'Aliyyà (en hebreu: יום העלייה): és un dia festiu nacional israelià, que se celebra anualment el dia 10 del mes hebreu de Nisan, i que també se celebra el dia 7 del mes hebreu de Heixvan, per commemorar els esdeveniments històrics del poble jueu que va arribar a la Terra d'Israel, fet que segons la Bíblia va tenir lloc el dia 10 del mes hebreu de Nisan (en hebreu: יום' ניסן). La festivitat va ser establerta per reconèixer i honrar la immigració a l'estat jueu, (Aliyyà), com un valor central de l'Estat d'Israel, i per honorar les contínues contribucions dels olim hadashim, els nous immigrants, a la societat israeliana.

### Dia de la Independència
El Yom ha-Atsmaüt: El Dia de la Independència, se celebra la independència d'Israel després de la guerra araboisraeliana de 1948. El 5 del mes de Iar té lloc una cerimònia al mont Herzl de Jerusalem.

### Dia de Jerusalem
El Yom Yeruixalàyim: El Dia de Jerusalem, se celebra la reunificació l'any 1967, de la part oriental de la ciutat de Jerusalem, durant la Guerra dels Sis Dies, guerra que va ser lliurada entre Israel, i una aliança de països àrabs; Jordània, Síria i Egipte, uns 1900 anys després de la destrucció del Segon Temple de Jerusalem per part de l'Imperi Romà l'any 70 del segle primer.

### Dia de la Victòria
El Dia de la Victòria a Europa: (en anglès: Victory in Europe Day escurçat com VE Day) commemora el 8 de maig de 1945, dia en què els Aliats de la Segona Guerra Mundial acceptaren formalment la rendició incondicional del Tercer Reich, durant la Segona Guerra Mundial. La rendició al front oriental va tenir lloc el dia 9 de maig, aquesta data se celebra a Israel com el Dia de la Victòria.

### Yom ha-Xoà
El Yom ha-Xoà: el 'Dia de l'Holocaust', és un dia commemoratiu que té lloc el 27 de nissan en honor dels aproximadament sis milions de jueus morts en els camps de concentració. A Israel, en aquest dia no es treballa, i a les 10:00 sonen sirenes d'alarma durant dos minuts, tots els mitjans de transport (incloses les carreteres) s'aturen i hom roman en silenci. Molts establiments públics tanquen i els mitjans de comunicació tenen prohibit emetre publicitat.

### Yom ha-Zikkaron
El Yom ha-Zikkaron: el 'Dia dels Caiguts', és un dia commemoratiu que té lloc el 4 d'iar en honor dels veterans de guerra israelians i els caiguts en les guerres. A més a més, també es recorda els civils morts en actes terroristes. Se celebra el dia abans del Dia de la Independència, el Yom ha-Atsmaüt, per recordar a la població el preu pagat per la independència.

### Dia de David Ben-Gurion
El Dia de David Ben-Gurion: coincideix amb la data de la mort del exPrimer ministre d'Israel David Ben-Gurion, el dia 6 del mes de Kislev, es un dia memorial a tot el país. Aquesta data es recordada en les institucions del Estat, en les bases militars, i a les escoles. La tomba de David i de Paula Ben-Gurion, es troba en una vila del Nègueb, anomenada Midreshet Ben-Gurion, que és a prop del quibuts Sedé Bóquer, i és mantinguda pel Govern d'Israel.

### Dia de Theodor Herzl
El Dia de Theodor Herzl és una dia commemoratiu a l'estat d'Israel, a on es recorda l'aniversari del líder sionista Theodor Herzl. El 2004 va decidir la Kenésset (parlament israelià) que el dia 10 del mes de Iar hebreu (generalment al maig del calendari cristià), es commemoraria l'aniversari de Herzl. La celebració es duu a terme al cementiri de la ciutat santa de Jerusalem, a on en Herzl va ser enterrat. A les casernes militars i les escoles, tenen lloc diverses activitats i xerrades sobre la visió i la tradició sionista que Herzl va crear.

### Dia de Yitshaq Rabbín
El Dia Commemoratiu de Yitshaq Rabbín: es commemora a les escoles, els moviments juvenils i a les bases de l'exèrcit. Segons una Llei de la Kenésset, la data de l'assassinat de l'exPrimer Ministre Yitshaq Rabbín, el 4 de novembre de 1995, en el calendari hebreu el 12 de Heixvan de 5756, és una jornada de record nacional i de dol a tot l'Estat d'Israel.
Aquesta data és commemorada per totes les institucions de l'Estat, a les bases militars del Tsahal i a les escoles del país. Totes les cerimònies d'aquesta Diada, i els programes educatius, estan dedicats a commemorar la vida i el llegat de l'exprimer ministre, a la promoció i protecció dels valors democràtics, i a denunciar el perill que la violència suposa per a la societat, les persones i l'Estat.
El centre Yitshaq Rabbín produeix materials educatius centrats en temes com la pau i la democràcia, vídeos, cartells, fotografies, espelmes i adhesius. Cada any des de l'assassinat, els habitants de Tel-Aviv es reuneix al lloc de l'assassinat, a la Plaça Rabin, i fan una manifestació a favor de la pau per recordar el seu llegat.

### Dia de Zeev Jabotinski
El Dia Commemoratiu de Zeev Jabotinski: és una data en què es commemora l'aniversari de la mort del líder sionista Zeev Vladimir Jabotinski. Aquest dia està determinat per una llei aprovada per la Kenésset l'any 2005. El propòsit d'aquesta llei és educar les futures generacions amb la visió, el llegat, i l'obra d'en Vladimir Jabotinsky, tot recordant la seva memòria, la seva aportació a la formació de l'Estat d'Israel, i de les seves institucions, fent tot això d'acord amb els objectius i el caràcter del moviment sionista. Està establert per la llei, que el dia 29 del mes de Tammuz, tindrà lloc un servei commemoratiu en el Mont Herzl, a Jerusalem. En els campaments militars de les FDI, es dedicarà un temps a estudiar el treball i l'obra del líder sionista.
El parlament israelià convocarà en aquesta data una sessió extraordinària, i tindrà lloc un debat. També està establert per la llei, que durant el dia 12 del mes de Tevet, a les escoles d'arreu del país, es duran a terme activitats d'aprenentatge, relacionades amb l'obra i amb la visió sionista del personatge històric Vladimir Jabotinsky.